# Code: Breaker
Code: Breaker (コード：ブレイカー Kōdo: Burēkā) là 1 manga được vẽ bởi Kamijō Akimine. Câu chuyện chủ yếu xoay quanh một nữ sinh trung học và nhóm những người có quyền năng đặc biệt với tên gọi Code: Breaker.

## Cốt truyện
Trong 1 lần trên chuyến xe buýt, Sakura thấy một vài người đang bị thiêu sống bởi 1 ngọn lửa xanh và 1 học sinh trạc tuổi cô đang đứng trước mặt họ. Khi quay lại địa điểm đó vào ngày hôm sau, Sakura không tìm thấy xác người hay bất cứ dẫu vết gì của 1 vụ thảm sát, dù chỉ là 1 vệt cháy nhỏ. Thật bất ngờ khi đến lớp, có 1 học sinh mới chuyển đến và trông cậu ta giống y đúc như tên sát nhân cô đã gặp ngày hôm qua. Dần dần, Sakura biết được anh ta là 1 Code: Breaker, thành viên của 1 tổ chức gồm những người có khả năng đặc biệt phục vụ chính phủ.

## Nhân vật

### Nhân vật chính
- Sakurakōji Sakura (桜小路 桜?): 1 cô gái dễ thương và yếu đuối trong mắt bọn con trai và họ luôn nghĩ cần phải bảo vệ cô, nhưng thực ra cô là 1 cao thủ võ thuật. Trước thời điểm câu chuyện diễn ra, Sakura tìm được 1 chú chó vô chủ, cô quyết định làm bạn với nó và đặt tên là "Dog". Mọi cố gắng của cô đều vô ích cho đến khi Ogami đến. Sakura không bị lửa của Ogami thiêu đốt cũng như bị ảnh hưởng bởi khả năng đặc biệt của các Code: Breaker khác. Những người như cô được gọi là "loại quý hiếm" (Rare kind). Sakura cũng có khứu giác cực kì nhạy bén, cô có thể ngửi thấy mùi của Yuuki thật, nhận ra Rei trong bộ đồ... Sakura cực kì phản đối cách nhìn người của Rei, đặc biệt là lối suy nghĩ tội phạm chỉ là thứ rác rưởi và cần phải chết. Câu chuyện về sau cũng hé lộ rằng Sakura là con gái của 1 Yakuza rất được kính trọng. Sau trận chiến với Haruto, cô cũng nói với Rei rằng cô chỉ là con nuôi của họ khi anh ta cố gắng tìm ảnh Sakura trước khi cô 5 tuổi. Cô có khả năng chống lại các chiêu thức của Code: Breaker và khi sử dụng chúng quá mức, Sakura sẽ bị thu nhỏ lại với kích cỡ của một con búp bê. Bố thật của Sakura là Shibuya đồng thời cũng là hiệu trưởng trường cô đang học. Ông ta lúc nào cũng ẩn mình trong bộ đồ Nyanmaru (một nhân vật mèo hoạt hình trong truyện). Hiện nay, Sakura chưa biết ông ta là bố thật của cô ta. Ông ta cũng chính là người đã giao Sakura cho nhà Sakurakoji vì ông ta không muốn con gái ông trở thành "Người không tồn tại" như những Code: Breaker khác. Về sau, câu chuyện cũng hé mở ra rằng mẹ thật của cô ta cũng là một trong 4 người (Heike, Emperor, mẹ của Sakura và một người bí ẩn khàc) đã thành lập tổ chức EDEN. Tổ chức này cũng là bộ máy điều khiển các Code: Breaker thi hành nhiệm vụ.
- Ōgami Rei (大神 零?): Nhân vật chính của bộ truyện. Là một con người bí ẩn và không có nhiều thông tin về xuất thân của mình, cậu ta lần đầu tiên xuất hiện khi Sakura nhìn thấy cảnh tượng tại công viên, va đột nhiên trở thành học sinh mới chuyển đến lớp Sakura vào ngày hôm sau. cậu ta có cánh tay trái của Code Hoàng Đế, cánh tay có thể phát ra 7 loại lửa khác nhau

### Code:Breakers
Masaomi Heike: Là một trong 4 người sáng lập EDEN nhưng xuất hiện với vai trò là Code 2; là người quan sát và chấm  điểm cho các Code Breaker khác. Sở thích uống trà và đọc những cuốn sách người lớn trên phố hoặc hành lang trường học. Có sức mạnh điều khiển ánh sáng. Tuy nhiên, chỉ có Toki biết trạng thái mất năng lượng của anh ta là gì. Vì khi mất năng lượng anh ta luôn tìm được ở đâu đó một bộ giáp để mặc. Sức mạnh ánh sáng của Heike lớn tới mức anh ta luôn phải mặc một cái áo khoác đặc biệt để kìm hãm sức mạnh. Heike có một mái tóc bạc trắng và không có lông mày. Sau này được tiết lộ là vì anh ta đã hơn 100 tuổi nhưng Heike có thể kiểm soát sự trao đổi chất trong cơ thể nên ngoại hình của anh ta chỉ dừng ở tuổi 17.